# Muntele Athabasca
Muntele Athabasca (Mount Athabasca) are altitudinea de 3.490 m deasupra n.m. fiind situat în masivul Rocky Mountains din Canada. Muntele se află în Parcul Național Jasper din regiunea Columbia Icefield. Prima escaladare a muntelui a fost realizată în anul 1898 de  J. Norman Collie si Hermann Woolley. O carcateristică a piscului este forma asemănătoare cu un corn, de unde porecla muntelui de „Cornul de Argint” (Silverhorn).

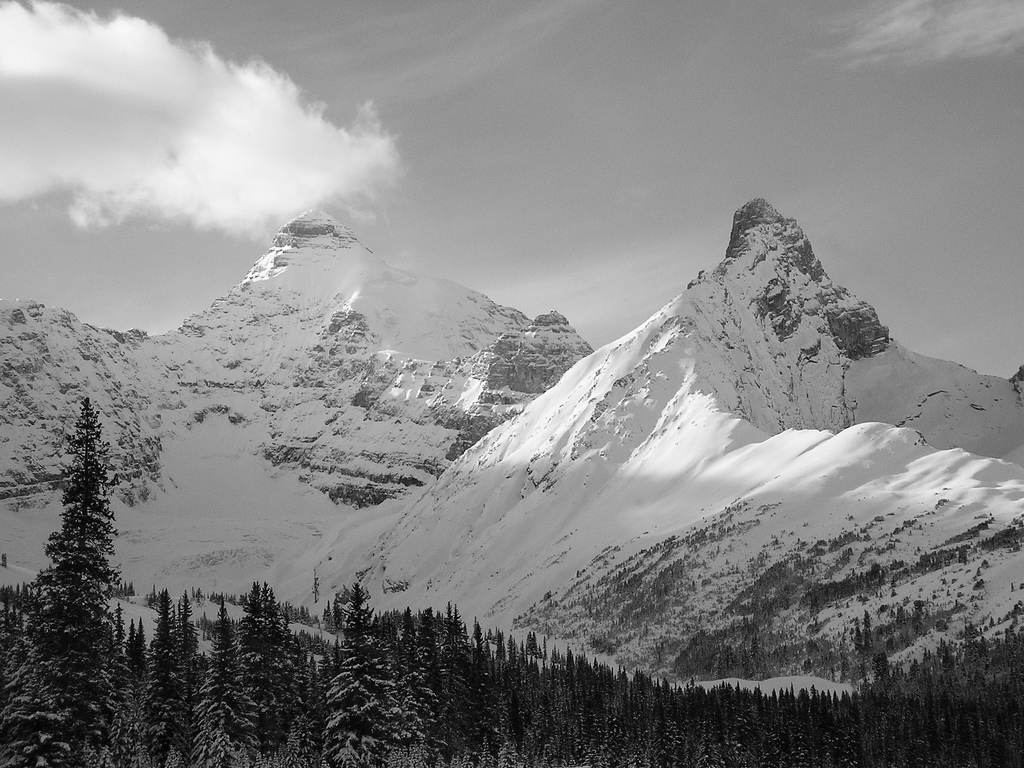
Mount Athabasca versantul nordic